# 威廉·瓦拉斯卡
威廉·A·瓦拉斯卡（1945年9月16日—2017年4月3日），是美國的民主黨政治人物和律師，前羅德島州參議院議員。

## 生平
瓦拉斯卡於罗德岛州普罗维登斯出生，曾在威廉姆斯学院及达特茅斯学院就讀，也在普洛威顿斯学院獲得經濟學文学士與工商管理碩士。
1994年，前羅德島州參議院議員湯瑪斯·林奇不再參選令議席出缺，瓦拉斯卡在9月13日的民主黨初選勝出，並於11月8日的大選中以57.7%選票擊敗共和黨候選人史蒂文·阿切爾（Steven Archer），成為州參議院第十七選區議員。到2002年，他轉戰第三十選區，當時的第三十選區民主黨籍參議員保羅·凱利決定退休令議席出缺，瓦拉斯卡在9月13日的民主黨初選獲1,932票勝出，並於11月5日的大選中取得7,331票當選。
2016年，瓦拉斯卡在民主黨初選敗給黨友珍妮·卡爾金，結束他22年的羅德島州參議院議員生涯，翌年4月3日因癌症去世。

## 外部連結
- 智慧投票计划中的傳記、投票紀錄及利益集團評級
- 威廉·瓦拉斯卡（页面存档备份，存于）在美國政治百科的頁面
- 威廉·A·瓦拉斯卡在國家政治捐款研究所的頁面

| 羅德島州參議院       | 羅德島州參議院                                     | 羅德島州參議院               |
| -------------------- | -------------------------------------------------- | ---------------------------- |
| 前任者： 湯瑪斯·林奇 | 羅德島州參議院第十七選區 參議院議員 1995年－2003年 | 繼任者： 約瑟夫·A·蒙塔爾巴諾 |
| 前任者： 保羅·凱利   | 羅德島州參議院第三十選區 參議院議員 2003年－2017年 | 繼任者： 珍妮·卡爾金         |